# Cangur oriental
El cangur oriental (Osphranter robustus) és una gran i variable espècie de macropòdid que viu a gran part del continent australià. És un dels macròpodes més grossos. És majoritàriament nocturn i solitari i és un dels macròpodes més comuns. Algunes subespècies presenten dimorfisme sexual, com altres espècies d'Osphranter.